# Scioto County
Scioto County är ett administrativt område i delstaten Ohio, USA, med 79 499 invånare. Den administrativa huvudorten (county seat) är Portsmouth.

## Geografi
Enligt United States Census Bureau har countyt en total area på 1 596 km². 1 586 km² av den arean är land och 10 km² är vatten.

### Angränsande countyn
- Pike County - norr
- Jackson County - nordost
- Lawrence County - öst
- Greenup County, Kentucky - söder
- Lewis County, Kentucky - sydväst
- Adams County - väst

### Orter
- New Boston
- Portsmouth (huvudort)
- Rosemount
- South Webster